# Kościół Wniebowzięcia Najświętszej Maryi Panny w Nowogrodzie Bobrzańskim
Kościół pw. Wniebowzięcia Najświętszej Maryi Panny w Nowogrodzie Bobrzańskim – rzymskokatolicki kościół parafialny w Nowogrodzie Bobrzańskim, w powiecie zielonogórskim, w województwie lubuskim. Należy do dekanatu Lubsko, diecezji zielonogórsko-gorzowskiej.

## Historia
Wzniesiony w XIII wieku kościół był własnością augustianów do czasu ich przeniesienia w 1284 roku do Żagania. Pierwotna świątynia została poddana gruntownej przebudowie w końcu XV stulecia. Z tego czasu zachowały się dolne fragmenty murów obwodowych nawy. Ponownie kościół był przebudowywany w latach: 1609, 1693 oraz 1858-1863. W XVII stuleciu do świątyni została dobudowana kwadratowa wieża zakończona hełmem z latarnią oraz kaplica grzebalna. Kaplica została usytuowana przy wschodniej elewacji nawy głównej. Przejściowo, w latach 1523-1553 kościół należał do ewangelików. W XIX stuleciu zostało podwyższone prezbiterium, została dobudowana zakrystia oraz kaplica południowa. 

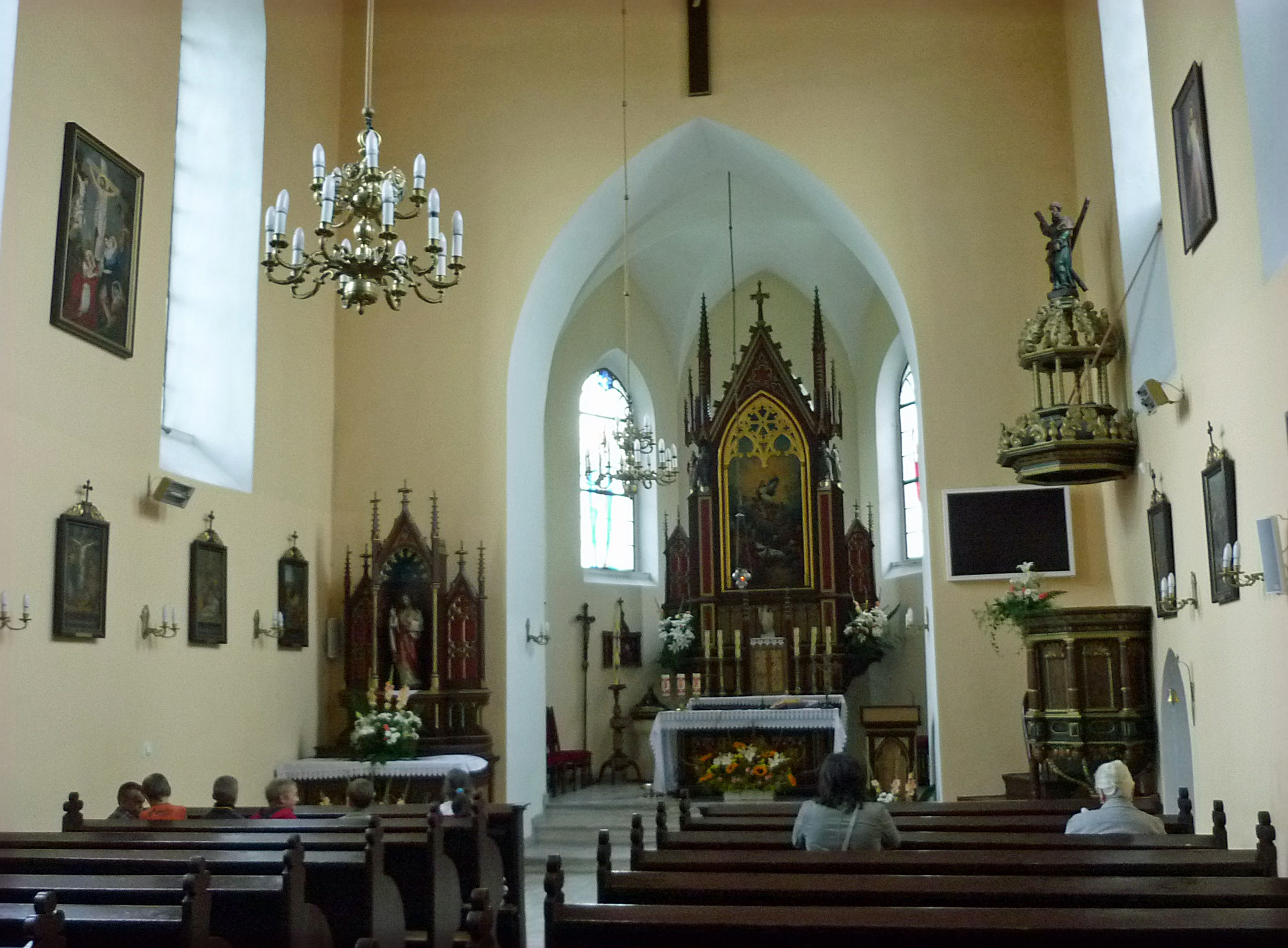
Wnętrze świątyni

## Wyposażenie
Wnętrze świątyni reprezentuje styl neogotycki. Zachowały się także starsze elementy wyposażenia, takie jak tryptyk w stylu późnogotyckim z około 1500 roku, utożsamiany z warsztatem Mistrza z Gościszowic, przeniesiony z kościoła Krzyża Świętego w Żaganiu, kielich mszalny z 1596 roku, oraz chrzcielnica w stylu gotycko-barokowym. Pierwotnie kościół został wymurowany z cegły, dziś jest otynkowany.